# Buzești, Gorj
Buzești este un sat în comuna Crasna din județul Gorj, Oltenia, România. Se află în partea de nord-est a județului, în ulucul depresionar subcarpatic.